# Henri Tézenas du Montcel
Pour les articles homonymes, voir Tézenas.
Henri Tézenas du Montcel, parfois appelé Henri Tézenas, né à Blois le 8 janvier 1943 et mort à Paris le 2 décembre 1994 , est un universitaire français en économie et gestion, devenu président de groupes universitaires, de radio et d'association.

## Biographie
Henri Tézenas du Montcel est le fils de René Tézenas du Montcel, ingénieur des mines, directeur des mines de Czeladz, et de Suzanne Desjoyeaux (fille de Léon Desjoyeaux et sœur d'Henri Desjoyeaux). Il est docteur d'État en sciences économiques en 1970, agrégé des universités en sciences économiques et de gestion en 1973. 
Henri Tézenas participe dès 1968 à la fondation du Centre universitaire Dauphine (future université Paris IX). Il y est professeur en gestion des ressources humaines et en microéconomie. Il préside l'université Paris-Dauphine de 1980 à 1984, et en renforce la réputation dans l'enseignement supérieur de la gestion. Il crée le DESS 212 Affaires internationales (actuel Master 212) dont il est le responsable[source secondaire souhaitée] de 1985 à 1989, ainsi que le Groupe de recherches économiques et sociales (GRES)[source secondaire souhaitée]. 
Il préside Radio France internationale de 1986 à 1989. Il est ensuite président du Groupe HEC de janvier 1992 à 1994.
Peu avant sa mort, il fonde en 1994 et préside l'association nationale L'Envol, qui organise des séjours et programmes gratuits pour les enfants gravement malades et leur famille,.
Il meurt en décembre 1994, des suites d'un cancer.

## Hommages
Le « prix Dauphine-Henri-Tézenas-du-Montcel (d) », créé en 1996, est décerné chaque année en décembre ou en mars à des journalistes du secteur économique et social, pour la qualité de leurs articles. Le prix principal est décerné au journaliste économique et social de l'année ; d'autres prix sont attribués par catégorie de média. 
Une salle du campus d'HEC à Jouy-en-Josas et un amphithéâtre de l'Université Paris Dauphine portent son nom. Le centre de l'association L'Envol à Échouboulains porte aussi son nom, il est inauguré en 2001 par Jacques Chirac.

## Œuvres
- Dictionnaire des sciences de la gestion, Tours, Mame, 1972.
- Économie des ressources humaines dans l'entreprise, avec Yves Simon, Paris, Masson, 1978  (ISBN 2-225-49775-3).
- Les Hommes de la défense (Les Sept Épées), avec Hubert-Jean-Pierre Thomas, Jean-Claude Roqueplo et autres, Paris, Fondation pour les études de défense nationale, 1981  (ISBN 2-85789-023-0).
- L'Université ? Peut mieux faire, Seuil, 1985  (ISBN 2-02-008713-8).
- Divers articles et contributions.

### Sources et bibliographie
- Who's Who in France, 1989-1990.
- Le Monde, Michel Delberghe, « Fondateur de l'université Paris-Dauphine, Henri Tézenas du Montcel est mort », 6-7 décembre 1994.
- Libération, 5 décembre 1994.
- Le Nouvel Observateur, 1er avril 1993.
- Le Figaro, 9 et 10 décembre 1995.